# Zeitakubyō
Zeitakubyō (jap. ゼイタクビョウ) – pierwszy album studyjny japońskiego zespołu ONE OK ROCK, wydany 21 listopada 2007 roku. Album osiągnął 15 pozycję w rankingu Oricon i pozostał na listach przebojów przez 22 tygodnie. Sprzedano 30 779 egzemplarzy.

## Lista utworów
| Nr  | Tytuł                                                        | Słowa     | Kompozycja        | Czas |
| --- | ------------------------------------------------------------ | --------- | ----------------- | ---- |
| 1.  | "Naihi shinsho" (jap. 内秘心書)                              | Taka      | Taka              | 3:49 |
| 2.  | "Borderline"                                                 | Toru      | Toru              | 3:42 |
| 3.  | "(you can do)everything"                                     | Taka      | Taka              | 3:38 |
| 4.  | "Yoru ni shika sakanai mangetsu" (jap. 夜にしか咲かない満月) | Taka      | Taka              | 4:00 |
| 5.  | "Yume Yume" (jap. 努努-ゆめゆめ-)                            | Toru/Taka | Toru/Taka         | 3:16 |
| 6.  | "Kagerō" (jap. カゲロウ)                                     | Taka      | Taka/Alex         | 4:08 |
| 7.  | "Lujo"                                                       | Toru/Taka | Alex/Ryota/Tomoya | 4:08 |
| 8.  | "Kemuri" (jap. ケムリ)                                       | Toru      | Toru              | 4:23 |
| 9.  | "Yokubō ni michi ta seinendan" (jap. 欲望に満ちた青年団)     | Taka      | Taka              | 3:22 |
| 10. | "Et Cetera" (jap. エトセトラ Eto Setora)                     | Taka      | Taka/Alex         | 4:34 |
| 11. | "A new one for all, All for the new one"                     | Taka      | ONE OK ROCK       | 4:46 |